# Мајерс Лејк (Охајо)
Мајерс Лејк (енгл. Meyers Lake) град је у америчкој савезној држави Охајо.

## Демографија
По попису из 2010. године број становника је 569, што је 4 (0,7%) становника више него 2000. године.
| Група             | 2000.       | 2010.       |
| Белци             | 537 (95,0%) | 539 (94,7%) |
| Афроамериканци    | 13 (2,3%)   | 15 (2,6%)   |
| Азијати           | 1 (0,2%)    | 4 (0,7%)    |
| Хиспаноамериканци | 9 (1,6%)    | 5 (0,9%)    |
| Укупно            | 565         | 569         |